# 42-я гвардейская мотострелковая дивизия
42-я гвардейская мотострелковая Евпаторийская Краснознамённая дивизия (сокр. 42 мсд, в/ч 27777) — тактическое соединение Сухопутных войск Российской Федерации.
В июне 2009 года в рамках проводимой реформы в Вооружённых силах Российской Федерации на базе 42-й мотострелковой дивизии созданы две мотострелковые бригады постоянной готовности новой организационно-штатной структуры численностью около 3,5 тыс. человек каждая: 17-я отдельная гвардейская мотострелковая бригада (Шали) и 18-я гвардейская мотострелковая Евпаторийская Краснознамённая бригада с дислокацией в населённых пунктах Ханкала и Калиновская (Чеченской Республики). Штабы бригад находились в населённых пунктах Ханкала и Шали.
В 2016 году 42-я гвардейская мотострелковая Евпаторийская Краснознамённая дивизия сформирована вновь в составе 58-й общевойсковой армии Южного военного округа. Дислокация подразделений: Ханкала, Калиновская, Шали и Борзой Чеченской Республики.

## История

### Великая Отечественная война
История 42-й гвардейской мотострелковой Евпаторийской Краснознамённой дивизии началась накануне Великой Отечественной войны. Дивизия была сформирована в июле 1940 года в Вологде как 111-я стрелковая на базе 29-й запасной бригады Архангельского военного округа.
В действующей армии с 22 июня 1941 года по 17 марта 1942 года. На 22 июня 1941 года дислоцировалась в летних лагерях под Вологдой. 16 июля 1940 года дивизия была полностью сформирована. 16 июля 1940 года — день части. До марта 1941 года 111-я сд содержалась в 3-тысячном штате. Согласно «Справке о развертывании Вооружённых Сил СССР на случай войны на Западе», подготовленной Н. Ф. Ватутиным 13.05.41 г., 111-ю сд предполагалось включить отдельным соединением в 28-ю армию. С 10 по 20 июня 1941 года 111-я сд была пополнена 6000 человек приписного состава. Штат мирного времени № 4/120 весной 1941 года составлял 5900 человек. 22 июня 1941 года 111-я стрелковая дивизия встретила в полевых лагерях в учебном центре Кущуба, что в 50 км от Вологды. С 24 по 30 июня 1941 года 111-я сд была включена в состав 41-го стрелкового корпуса МВО. Дивизия была передислоцирована через Ярославль и Ленинград. С 41-м дивизия убыла на Северо-Западный фронт. 30 июня 1941 года корпус прибыл в район г. Остров Псковской области для занятия обороны в Островском и Псковском укреплённых районах. Под огнём противника части дивизии выгрузились на станциях Псков, Черская, Остров и прямо с колёс — в бой. 10 июля погиб первый командир дивизии полковник И. М. Иванов.
С 1 июля 1941 года 41-й стрелковый корпус вошёл в состав 11-й армии Северо-Западного фронта. С 3 на 4 июля 1941 года дивизия приняла боевое крещение на рубеже реки Великой под городом Остров. С 1 августа 1941 года корпус вошёл в состав Лужской оперативной группы Северо-Западного фронта. Дивизия оборонялась северо-западнее города Луга и реки Луга, в районе деревни Мараморка (35 км от Пскова в сторону Луги).1 сентября 1941 года — в состав Южной оперативной группы Ленинградского фронта. С 1 октября дивизия непосредственно подчинялась командующему Ленинградским фронтом. В октябре 1941 года 111-я стрелковая дивизия вышла из окружения. Дивизия была укомплектована. С 1 ноября 1941 года дивизия вошла в состав 52-й отдельной армии. 10 ноября — 30 декабря 1941 года дивизия в составе 52-й отдельной армии участвовала в Тихвинской наступательной операции. Также участвовала в Любанской операции. 12 ноября 1941 года дивизия в составе 52-й отдельной армии перешла в наступление севернее и южнее Малой Вишеры, нанося фланговый удар по основанию вражеского клина. Неделю на подступах к Малой Вишере шли жаркие бои. 259, 267 и 111-я стрелковые дивизии из-за недостатков в организации наступления только 18 ноября прорвали оборону противника, освободили ряд населённых пунктов и в ночь на 20 ноября овладели Малой Вишерой.
16 декабря войска 52-й отдельной армии, разгромив гарнизон противника в Большой Вишере, стали продвигаться к реке Волхов. Войска 4-й и 52-й армий, объединённые 17 декабря 1941 года в Волховский фронт, к концу декабря вышли к реке Волхов и захватили несколько плацдармов на её левом берегу, отбросив немецко-фашистские войска на рубеж, с которого они начали наступление на Тихвин. 17 декабря 1941 года дивизия в составе 52-й армии Волховского фронта согласно директиве Ставки ВГК № 005826 получила задачу овладеть Новгородом и дальнейшим наступлением в направлении Солец обеспечить наступление Волховского фронта на северо-запад. С 1 февраля 1942 года дивизия перешла в состав 2-й ударной армии Волховского фронта. С 1 марта 1942 года дивизия действовала в составе оперативной группы генерала Коровникова 59-й армии Волховского фронта.
17 марта 1942 года за проявленные отвагу и мужество в боях с немецкими захватчиками, за дисциплину, организованность, героизм личного состава 111-я стрелковая дивизия приказом НКО СССР № 78 была преобразована в 24-ю гвардейскую стрелковую дивизию.
В августе 1942 года в районе деревни Вальково под Волховом дивизии было вручено Гвардейское знамя. В конце августа 1942 года дивизия в составе 6-го гвардейского стрелкового корпуса вошла в состав 8-й армии Волховского фронта. С 19 августа по 1 октября 1942 года дивизия участвовала в Синявинской наступательной операции. На правом фланге 8-й армии на Синявино наступал 6-й гвардейский стрелковый корпус генерал-майора С. Т. Биякова, в состав которого входили 3-я, 19-я и 24-я гвардейские и 128-я стрелковые дивизии. 6 сентября 1942 года дивизия была выведена из 6-го гвардейского стрелкового корпуса и стала подчиняться непосредственно командующему 8-й армией. В дальнейшем 8-я армия в составе 24-й гвардейской, 265-й, 11-й, 286-й стрелковых дивизий и 1-й отдельной горнострелковой бригады получила задачу прочно удерживать рубеж Келколово — 1-й Эстонский посёлок — Тортолово — Вороново и надёжно обеспечить действия 2-й ударной армии от контрударов с юга. 15 октября 1942 года дивизия была выведена из состава Волховского фронта в резерв Ставки ВГК. Была передислоцирована железной дорогой по маршруту Тихвин — Череповец — Вологда — Ярославль — Москва — Тамбов — станция Платоновка. Затем дивизия совершила пеший марш под Рассказово. Здесь дивизия вошла в состав 1-го гвардейского стрелкового корпуса 2-й гвардейской армии.
В дивизию пришло пополнение, главным образом курсанты военных училищ и моряки Тихоокеанского флота. Днём 4 декабря 1942 года в дивизию пришло распоряжение о погрузке в железнодорожные эшелоны, а с наступлением ночи первые подразделения дивизии уже садились в вагоны. Дивизия была выгружена на станциях Иловля и Лог. За первые сутки дивизия совершила марш 65 км, за вторые — не менее. К вечеру 14 декабря 1942 года дивизия прибыла в г. Калач. В начале декабря 1942 года 2-я гвардейская армия входила в состав Донского фронта, а 15 декабря, когда началось наступление немецко-фашистских войск из района Котельниковский (Котельниково) с целью деблокады окружённых войск в Сталинграде, была передана в состав Сталинградского фронта (с 1 января 1943 года — Южный фронт).
14 декабря 1942 года, получив боевой приказ выдвинуться на рубеж реки Мышкова, дивизия совершила в условиях зимы тяжёлый форсированный марш, пройдя от мест выгрузки до районов сосредоточения 200—280 км. К 19 декабря 1942 года дивизия заняла подготовленную оборону от Нижне-Кумского на юг. Вступив в сражение на рубеже реки Мышкова, дивизия сыграла решающую роль в отражении удара противника, а 24 декабря 1942 года дивизия перешла в наступление и вынудила немецко-фашистские войска начать отход на юг. 29 декабря 1942 года дивизия освободила Котельниковский. Развивая наступление на ростовском направлении дивизия 13 февраля 1943 года освободила город Новочеркасск, а через 3 дня вышла к реке Миус, где, встретив упорное сопротивление противника, перешла к обороне. В августе — сентябре 1943 года дивизия в составе войск Южного фронта участвовала в Донбасской операции 1943 года, а в конце сентября — октябре в Мелитопольской операции 1943 года, в ходе которой в начале ноября вышла к реке Днепр и на побережье Чёрного моря. В декабре 1943 года после упорных боев дивизия участвовала в ликвидации плацдарма противника на левом берегу Днепра в районе Херсона.
В феврале 1944 года дивизия была передислоцирована в район Перекопского перешейка и в апреле — мае приняла участие в Крымской операции 1944 года. За успешные боевые действия по овладению городами Евпатория и Саки приказом НКО СССР № 0185 от 24 (14) апреля 1944 года дивизии было присвоено почётное наименование «Евпаторийская», а за участие в боях по освобождению Севастополя Указом Президиума Верховного Совета СССР от 25 апреля (10 июля) 1944 года дивизия была награждена орденом Красного Знамени. Развивая решительное наступление в Крыму, дивизия во взаимодействии с другими войсками 4-го Украинского фронта 9 мая 1944 года освободила город-герой Севастополь. С 5 по 9 мая 1944 года дивизия принимала участие в штурме Севастополя. Полки дивизии прорвали укрепления противника на Мекензиевых горах, с боями форсировали семикилометровую Северную бухту, вели бои за освобождение северной Корабельной стороны, центра Севастополя — Рудольфовой слободы.
В мае — июне 1944 года дивизия в составе 2-й гвардейской армии была передислоцирована в район городов Дорогобуж, Ельня и 8 июля вошла в состав 1-го Прибалтийского фронта. В июле — августе дивизия участвовала в Шяуляйской операции 1944 года, в ходе которой отражала сильные контрудары противника западнее и северо-западнее Шяуляя; в октябре — в Мемельской операции 1944 года. В декабре 1944 года дивизия была передана в состав 3-го Белорусского фронта и в январе — апреле 1945 года принимала участие в Восточно-Прусской операции 1945 года, в ходе которой успешно прорывала долговременную оборону противника, уничтожала совместно с другими войсками фронта окружённую группировку юго-западнее города Кёнигсберг и земландскую группировку противника. Дивизия участвовала в Инстербургско-Кёнигсбергской операции, прошла с боями 90 километров и штурмовала Кёнигсберг. 15 и 16 апреля 1945 года успешная высадка двух тактических десантов 24-й гвардейской стрелковой дивизии на дамбу Кенигсбергского канала в районе Циммербуде и огневая поддержка бронекатерами позволили войскам 43-й армии овладеть опорными пунктами врага Циммербуде и Пайзе, очистить дамбу канала. Это создало благоприятные условия для наступления войск фронта вдоль побережья залива Фришес-Хафф и развертывания боевых действий бронекатеров. Дивизия высадилась на косе Фрише-Нерунг, внесла весомую лепту во взятие Пиллау.
Свыше 14 000 офицеров, сержантов и солдат соединения за мужество и героизм, проявленные в годы войны, награждены орденами и медалями, 11 человек удостоены звания Героя Советского Союза.

### После войны
По окончании Великой Отечественной войны дивизия выведена в Брянскую область и включена в состав Смоленского военного округа. Здесь дивизия была переформирована в 3-ю отдельную гвардейскую стрелковую Евпаторийскую Краснознамённую бригаду.
В феврале 1946 г. включена в состав Московского военного округа. К 1 сентября 1949 г. проведены передислокация дивизии в г. Грозный Чечено-Ингушской АССР и её переформирование в 24-ю гвардейскую горнострелковую Евпаторийскую Краснознамённую дивизию СКВО, прошедшую в 1950 г, перевооружение для проведения в 1951—1954 годах горной подготовки.
1 июня 1957 г. соединение преобразовано в 42-ю гвардейскую мотострелковую Евпаторийскую Краснознамённую дивизию 12-го армейского корпуса. В конце 1960-х годов дивизия стала учебной. В 1987 году 42-я гвардейская учебная мотострелковая Евпаторийская Краснознамённая дивизия была переформирована в 173-й гвардейский окружной учебный Евпаторийский Краснознамённый центр подготовки младших специалистов (мотострелковых войск). Дивизия была оснащена двойным штатом бронетехники, вооружения и боеприпасов. На случай войны предполагалось на её базе создать две полнокровные дивизии. Одна уже была и лишь из учебной становилась боевой. Вторая отмобилизовывалась местным населением. Для неё и предназначался второй штат вооружения, боеприпасов и амуниции, которые хранились в её арсеналах.

### Постсоветское время
С сентября по декабрь 1991 года из Чечни удалось вывести часть техники и вооружения по железной дороге. Но не более 20 % имеющихся там средств. В 1992 году 173-й гвардейский окружной учебный центр был расформирован. Директивой Генерального штаба Вооружённых сил № 314/3/0159 от 4 января 1992 года 173-й гвардейский окружной учебный центр подлежал расформированию, а вооружение и военная техника (ВВТ) — вывозу. Шифртелеграммой Министра обороны России генерала армии П. С. Грачёва от 20 мая 1992 года командующему войсками СКВО разрешалось передать Чеченской Республике Ичкерия из наличия 173-го гвардейского ОУЦ боевую технику и вооружения 50 процентов.
Вооружение и военная техника 173-го ОУЦ и других воинских частей, путём грабежей и вымогательсв, перешло в руки чеченских сепаратистов. В руки Джохара Дудаева попало только стрелкового вооружения, что было на складах и базах, 400 тысяч единиц. В посёлке Шали, где дислоцировался танковый полк, полностью осталась вся бронетехника. Также перешли в руки сепаратистов 42 танка, 34 боевые машины пехоты, 14 бронетранспортеров, 139 артиллерийских систем, 101 единица противотанковых средств, 27 зенитных орудий и установок, 270 самолётов (из них 5 боевых, остальные могли быть использованы как боевые), 2 вертолёта, 27 вагонов боеприпасов, 3.050 тонны горюче-смазочных материалов, 38 тонн вещевого имущества, 254 тонны продовольствия.
В 1992 году при расформировании дивизии Чеченской Республике было передано: 42 танка, 36 БМП-2, 14 БТР, 44 МТ-ЛБ, 139 орудий и миномётов, 101 противотанковых средств, 27 систем залпового огня, 2 вертолёта, 268 самолётов, из них 5 боевых, 57000 единиц стрелкового оружия, 27 вагонов боеприпасов, 3 тыс. тонн ГСМ, 254 тонны продовольствия.
В декабре 1999 года было принято решение разместить дивизию на постоянной основе в Чеченской Республике. Тогда же началось обустройство мест дислокации дивизии, которое завершилось в течение 2000 года. Дивизия вошла в состав 58-й общевойсковой армии СКВО. В марте 2000 года согласно директиве начальника Генерального штаба Вооружённых сил 506-й гвардейский мотострелковый полк Приволжского военного округа вошёл в качестве 71-го гвардейского мотострелкового полка в состав формируемой на территории Чеченской Республики 42-й мотострелковой дивизии. Для этого в посёлке Ханкала в пригороде Грозного был разбит военный городок со всей инфраструктурой. Здесь было возведено 20 сборно-щитовых казарм модульного типа, госпиталь, нескольких складских ангаров. С 1 марта 2000 года в Уральском военном округе началось формирование 50-го гвардейского самоходного артиллерийского полка (50 гв. сап, в/ч 64684). Формирование велось на базе 239-го сап и 239-го гв.тп 34-й мсд (Екатеринбургский и Чебаркульский гарнизоны — 2 садн и реадн соответственно), частей и подразделений артиллерии 473 ОУЦ и 44 запмсд, (Еланский гарнизон — 2 садн), а также 1113 оптап и 1346 оптадн 34-й мсд (Шадринский гранизон — птдн). Управление полка и подразделения обеспечения формировались в Екатеринбурге в последнюю очередь. Старший на формировании — зам. командира полка подполковник Кюрджиев Д. А. 24 марта первые 2 эшелона 50 гв. сап (2 садн, птдн, 2-я реабатр) прибыли на ст. Ханкала, разгрузились и встали палаточным лагерем на юго-западной окраине аэродрома. встречал подразделения полка командир полковник Козориз Виктор Леонидович. Старший от управления полка — НШ полка подполковник Негода А. П. Начальники эшелонов — командиры дивизионов подполковники Барышев И. Д. и Алексейчук А. М. Далее 28 марта 2000 года эти подразделения совершили марш к месту постоянной дислокации по маршруту Ханкала — Пригородное — Гикаловский — Чечен-Аул — птицефабрика (2 км ю.-зап. н.п. Шали). 9 апреля 2000 года к месту постоянной дислокации полка в н.п. Шали прибыли остальные подразделения полка-управление, 1 гсадн, реадн (без реабатр)и подразделения обеспечения (батру, бар, ремр, рмо, мпп, клуб). В 2001 году в состав полка добавлен узел связи. На 2005 год полк насчитывал 1130 военнослужащих, из низ 205 офицеров и прапорщиков. В период с декабря 2000 года по момент расформирования огневые подразделения полка выполняли задачи во временных пунктах дислокации федеральных сил в н.п. Итум-Кале, Новогрозненский, Керла-Энгиной, Дышне-Ведено, Автуры, а входе локальных операций практически по всей республике.
1 апреля 2000 года в городе Подольск Московской области 478-му отдельному гвардейскому ордена Красной Звезды батальону связи (командир батальона — гвардии майор Д. Полынков) было вручено Боевое Знамя. Директивой начальника Генерального штаба Вооружённых сил России батальон был включён в состав 42-й гвардейской мотострелковой дивизии с дислокацией в Чеченской Республике. 9 апреля 2000 года на ст. Ханкала прибыли остальные силы 50-го гв. сап (управление, 1 садн, реадн без реабатр, батарея управления, батарея артиллерийской разведки, ремонтная рота, рота материального обеспечения, медицинский пункт полка и клуб) и маршем прибыли к месту постоянной дислокации (2 км ю.-зап. н.п. Шали, ПТФ). Численность полка достигла 1150 человек, в том числе 200 офицеров и прапорщиков. 14 апреля 2000 года 478-й гв.обс прибыл к месту постоянной дислокации. 4 апреля 2000 года из н.п. Алабино Московской области в состав дивизии убыл 72-й гвардейский мотострелковый Кёнигсбергский Краснознамённый полк, сформированный на базе 2-й гвардейской Таманской мотострелковой дивизии имени М. И. Калинина. Полк был передислоцирован в станицу Калиновская Наурского района без боевой техники. Численность полка составляет 2,5 тысячи военнослужащих. Они набирались из Московского и других военных округов. В течение апреля 2000 года полк получил вооружение и технику и подразделения прибыли к местам постоянной дислокации.
По директиве Генерального штаба ВС России Московский военный округ сформировал ещё и управление дивизии. В дальнейшем МВО осуществлял ротацию офицеров и прапорщиков. В дивизии военнослужащих, проходящих военную службу по контракту до 50 %, военнослужащие, проходящие военную службу по призыву прослужили не менее 6 месяцев. 13 апреля 2000 года 72-й гв.мсп прибыл в станицу Калиновская Наурского района. 15 мая 2000 года в Калиновской приступили к обустройству полка. В начале июля 2000 года городок полка вступил в строй.
В середине апреля 2000 года из Ленинградского военного округа началась отправка к месту постоянной дислокации в Чечню 291-го гвардейского мотострелкового полка. Сначала полк было решено разместить в н.п. Итум-Кали. В конце июня 2000 года было принято решение о размещении полка в н.п. Борзой из-за сложного рельефа местности и ради экономии средств. 28 апреля 2000 года Министр обороны РФ Маршал Российской Федерации И. Д. Сергеев доложил и. о. Президента РФ В. В. Путину о завершении формирования 42-й мотострелковой дивизии. 1 мая 2000 года завершилось формирование 42-й гвардейской мотострелковой дивизии. Командованию дивизии и полков были вручены Боевые Знамёна, но без орденов и карточек учёта. Не передан в штаб дивизии и исторический формуляр соединения. 5 мая 2000 года 50 гв.сап заместителем командующего 58 армией генерал-майором Гришиным Н. Н. вручено Боевое Знамя. На обустройство военных городков и фортов правительством было выделено 1,5 млрд долларов и в их освоении участвовало 6 тыс. военных строителей и гражданских специалистов, а также около 450 единиц строительной техники.
21 марта 2000 года в н.п. Шали (Птицефабрика) прибыл второй батальон 276 МСП (г. Екатеринбург) солдат срочной службы, на базе которого был вновь сформирован 70-й Гв. МСП. С мая 2000 года в посёлке Шали начал нести службу 70-й гвардейский мотострелковый полк. Он укомплектован на 35 % солдатами и сержантами по контракту, которые находились в третьем батальоне полка, в основном были из Тюменской и Свердловской областей, а также Алтая и Якутии. Второй батальон 70 Гв. МСП был выбран войсковой маневренной группой (ВМГ), для ведения боевых действий и задач по всей территории р.Чечня. Размещение и строительство лагеря полка было доверено Заместителю командира второго батальона капитану Байвердиеву Азад Галамирза Оглы и командиру отделения разведки и связи взвода управления 2-й минаметной батареи Гв. сержанту Репину Ивану Васильевичу. К концу июля 2000 года 1 этап размещения дивизии был завершён. В Ханкале завершено восстановление капитальных зданий и технических объектов, в гарнизоне Калиновская комплекс зданий и сооружений был сдан в эксплуатацию. В гарнизоне Борзой работы были закончены к концу 2000 года. 2 этап обустройства дивизии был завершён в 2001 году, было закончено строительство парковогаражной и хозяйственно-складской зон гарнизона. Дивизия дислоцировалась в четырёх гарнизонах и в её состав (15000 человек — 1450 офицеров и 600 прапорщиков, 130 танков, 350 боевых бронированных машин, 200 БМП и БТР, 100 артиллерийских орудий калибром выше 100 мм, 5 тяжёлых мостоукладчиков) входили 5 полков, 9 отдельных батальонов и дивизионов и подразделения обеспечения.
Полки в Шали и Итум-Кали были размещены в крепостях. Для них были построены фортовые сооружения с учётом защиты от огневого поражения. В Итум-Кали для усиления безопасности военнослужащих по периметру крепости был вырыт глубокий ров. На крепостных башнях были установлены огневые точки для осуществления контроля за прилегающими территориями. На расположенных вокруг крепости высотах были созданы 6 пунктов огневой поддержки гарнизона крепости, а также другие укрепления.
Базовый центр в Шали представлял собой окружность диаметром от 2 до 2,5 км, с центром примерно в районе башни кормораздатчика птицефабрики, окружённую 12-ю (с октября 2000 года — 13-ю) заставами 70-го гв. мсп, численностью до взвода каждая (практически целый мсб постоянно стоял в охранении гарнизона). Заставы были оборудованы в инженерном отношении, имели развитую систему огня из стрелкового оружия, вооружения БМП и средств усиления (артиллерия гарнизона, включая БМ Град и миномёты, АГС, НСВС), в промежутках были установлены минные поля. Заставы были вырыты по принципу «улитка», препятствующей сквозному прострелу позиции заставы с любых направлений, за основными позициями застав на удалении 150—200 метров были оборудованы запасные позиции с огневыми точками средств усиления (БМП, танки, САУ на прямой наводке, ПТРК). На птицефабрике в период с 2000 по 2003 гг. находился НП артполка с ПСНР-5, контролировавший «активность» в секторе юго-восток-юго-запад (фактически от н.п. Агишты до н.п. Чири-Юрт, включая заброшенный военный городок учебного танкового полка). На башне кормораздатчика птицефабрики находился КНП батальона 70 гв.мсп, стоящего на сторожевых заставах и радиоретранслятор для связи со сторожевыми заставами. Рвы отрывались не только вокруг гарнизона, но и вокруг многих объектов (парки боевых машин, складские зоны, жилые городки, вт.ч. и палаточные на начальном этапе, огневые позиции дивизионов артполка и приданных огневых средств старшего начальника (БМ Ураган, БМ Смерч и ОТРК Точка-У). Основная цель рва-укрытие личного состава при обстрелах миномётами (вероятность чего никто никогда не исключал), а главное-предотвратить возможность движения транспортных средств (как противника, так и дружественных) и проникновения их на объекты гарнизона минуя установленные места (КПП, КТП, сторожевые заставы).
Принимала участие во Второй чеченской войне.
В августе 2008 года дивизия принимала участие в войне в Грузии.
В рамках проводимой военной реформы, в 2009 году на базе 42-й гвардейской мотострелковой дивизии созданы три мотострелковые бригады постоянной готовности новой организационно-штатной структуры численностью около 3,5 тыс. человек каждая: 17-я отдельная гвардейская мотострелковая бригада (Шали), 8-я отдельная гвардейская мотострелковая бригада (Борзой), 18-я отдельная гвардейская мотострелковая бригада (Ханкала и Калиновская) в составе 58-й общевойсковой армии.
К концу 2016 года было завершено возрождение дивизии на базе ВВТ и личного состава 8-й, 17-й и 18-й мотострелковых бригад.
Дивизия участвует в войне с Украиной. В 2023 году указами Президента Российской Федерации 70-му и 71-му мотострелковым полкам присвоено почётное наименование «гвардейский» за массовый героизм, стойкость, отвагу и мужество проявленные в ходе боевых действий..

## Состав
173-й гвардейский окружной учебный центр подготовки младших специалистов (мотострелковых войск) к лету 1991 года располагал более 400 единицами бронетехники. В основном это были танки: Т-62, Т-72, БМП-1, различные спецмашины МТ-ЛБ и прочее.
В состав 173-го гвардейского окружного учебного центра подготовки младших специалистов (мотострелковых войск) входили:
- 70-й гвардейский учебный мотострелковый полк (г. Грозный);
- 71-й гвардейский учебный мотострелковый Краснознамённый, ордена Кутузова полк (г. Грозный);
- 72-й гвардейский учебный мотострелковый Кёнигсбергский Краснознамённый полк (г. Грозный);
- 392-й учебный танковый полк (Шали);
- 50-й гвардейский учебный артиллерийский полк (г. Грозный);
- 1203-й учебный зенитный артиллерийский полк (г. Грозный);
- 95-й отдельный учебный ракетный дивизион (г. Грозный);
- 479-й отдельный учебный батальон связи (г. Грозный);
- 539-й отдельный учебный инженерно-сапёрный батальон (г. Грозный, с 1986 г. п. Шали);
- 524-й отдельный ремонтно-восстановительный батальон (п. Шали);
- 367-й отдельный учебный автомобильный батальон (г. Грозный);
- 106-й отдельный учебный медико-санитарный батальон.

Дивизия дислоцировалась в четырёх гарнизонах и в её состав (15000 человек — 1450 офицеров и 600 прапорщиков, 130 танков, 350 боевых бронированных машин, 200 БМП и БТР, 100 артиллерийских орудий калибром выше 100 мм, 5 тяжёлых мостоукладчиков) входили 5 полков, 9 отдельных батальонов и дивизионов и подразделения обеспечения:
- Штаб дивизии (Ханкала);
- 70-й гвардейский мотострелковый полк (н.п. Шали, в/ч 23132);
- 71-й гвардейский мотострелковый Краснознамённый, ордена Кутузова полк (Ханкала);
- 72-й гвардейский мотострелковый Кёнигсбергский Краснознамённый полк (станица Калиновская Наурского района, 2600 человек, в/ч 42839);-
- 291-й гвардейский мотострелковый полк (н.п. Борзой, в/ч 44822);
- 50-й гвардейский самоходный артиллерийский полк (н.п. Шали, в/ч 64684);
- 478-й отдельный гвардейский ордена Красной Звезды батальон связи (Ханкала);
- 539-й отдельный инженерно-сапёрный батальон;
- 524-й отдельный ремонтно-восстановительный батальон;
- 474-й отдельный батальон материального обеспечения;
- 106-й отдельный медико-санитарный батальон.

- Штаб г. Грозный[8][9]
- 70-й гвардейский мотострелковый полк, в/ч 71718 (п. Шали)
- 71-й гвардейский мотострелковый полк, в/ч 16544 (станица Калиновская)
- 78-й моторизованный полк специального назначения «Север-Ахмат», в/ч 77192 (село Серноводское)
- 270-й мотострелковый полк «Ахмат-Кавказ» (с. Гелдагана)
- 291-й гвардейский мотострелковый орденов Суворова и Александра Невского полк, в/ч 65384 (п. Борзой)
- 50-й гвардейский самоходный артиллерийский полк, в/ч 53185 (п. Шали);
- 245-й отдельный зенитный ракетный дивизион, в/ч 81510 (г. Грозный);
- 417-й отдельный разведывательный батальон, в/ч 13242 (г. Грозный);
- 150-й отдельный противотанковый артиллерийский дивизион, в/ч 24566 (г. Грозный);
- 378-й отдельный батальон связи, в/ч 93987 (г. Грозный)
- 539-й отдельный инженерно-сапёрный батальон, в/ч 33952 (г. Грозный);
- 474-й отдельный батальон материального обеспечения, в/ч 43108 (г. Грозный);
- 106-й отдельный медицинский батальон, в/ч 73615 (п. Шали)
- Отдельный батальон РЭБ, в/ч 27777 (г. Грозный)
- Отдельная рота БЛА
- Отдельная рота РХБЗ

## Командование

### Командование в годы войны
Командование 111-й стрелковой дивизии:
- Иванов, Иван Михайлович (16.07.1940 — 12.07.1941), полковник;
- Рогинский, Сергей Васильевич (13.07.1941 — 17.03.1942), полковник;

Командование 24-й гвардейской стрелковой дивизии:
- Артюшенко, Павел Алексеевич (28.04.1942 — 24.05.1942), полковник;
- Антюфеев, Иван Михайлович (25.05.1942 — 01.07.1942), генерал-майор;
- Кошевой, Пётр Кириллович (02.07.1942 — 23.09.1943), полковник, генерал-майор;
- Саксеев, Пётр Иванович (24.09.1943 — 14.01.1944), полковник, генерал-майор;
- Колесников, Георгий Яковлевич (15.01.1944 — 18.07.1944), полковник;
- Ерёменко, Яков Филиппович (19.07.1944 — 19.08.1944), генерал-майор;
- Домрачев, Пётр Николаевич (11.08.1944 — 09.05.1945), полковник.

Командование гвардейских мотострелковых полков
70-й гв. сп (399-й сп 111-й сд до 17.03.1942):
- Озеров Степан Макарович (17.03.1942 — 02.05.1942);
- Титов Яков Филиппович (14.06.1942 — 00.08.1942);
- Ткаченко Пётр Петрович (29.09.1942 — 09.01.1943);
- Белявский Изосим Иванович (12.03.1943 — 04.08.1943);
- Дрыгин, Анатолий Семёнович (12.08.1943 — 05.10.1943);
- Белаш Владимир Иванович (23.10.1943 — 09.12.1943);
- Алексеев Павел Денисович (с 12.04.1945).

71-й гв. сп (быв. 468-й или 568-й сп 111-й сд 1 ф. до 17.03.1942):
- Ткаченко Пётр Петрович (с 21.03.1942);
- Моторичев Иван Николаевич (18.04.1942 — 29.09.1942);
- Савельев Пётр Михайлович (08.11.1942 — 27.02.1943);
- Ковалёв Иван Максимович (с 30.12.1942);
- Степанов Терентий Иванович (с 22.03.1943);
- Савельев Пётр Михайлович (18.02.1943 — 01.03.1943).

72-й гв. сп (532-й сп 111-й сд 1 ф. до 17.03.1942:
- Кухарев, Гавриил Ефимович (17.03.1942 — 21.04.1943);
- Клабуков Пётр Сергеевич (21.04.1943 — 17.02.1944);
- Шепелев Иван Владимирович (17.02.1944 — 12.05.1944);
- Михайлов Василий Нилович (с 23.05.1944).

### Командование после войны
Командование 42-й гвардейской мотострелковой дивизии:
Командиры
- Левченко, Пётр Тарасович (26.03.1957 — 27.04.1965), полковник, генерал-майор;
- Лобода, Александр Дмитриевич (27.04.1965 — 28.12.1970), полковник, генерал-майор;
- Леонов, Дмитрий Андреевич (28.12.1970 — после 1975), полковник, генерал-майор
- Иванов, Марат Алексеевич (1978—1985), генерал-майор;
- Торшин, Александр Михайлович (1985—1987), полковник.

После воссоздания в 2000 году:
- Бахин, Аркадий Викторович (05.2000), генерал-майор;
- Чиркин, Владимир Валентинович (2000—2001), полковник, генерал-майор;
- Макаревич, Олег Леонтьевич (2002—2004), полковник, генерал-майор;
- Суровикин, Сергей Владимирович (06.2004 — 02.2005), генерал-майор;
- Миненков, Сергей Михайлович (2005—2008), полковник.

Заместитель командира дивизии
- 1965—1971 гвардии полковник Челомбеев, Иван Васильевич

Начальники учебного центра
- Соколов Пётр Алексеевич, полковник, генерал-майор.

## Отличившиеся воины дивизии
| Герой Российской Федерации | Какиев, Саид-Магомед Шамаевич    | Командир отдельной роты специального назначения                                                | майор                     | 14.10.2002 |                                       |
| Герой Российской Федерации | Ямадаев, Сулим Бекмирзаевич      | Командир батальона специального назначения Восток                                              | гвардии подполковник      | 11.04.2005 |                                       |
| Герой Российской Федерации | Посадский, Владислав Анатольевич | Начальник штаба отдельного мотострелкового батальона специального назначения Восток            | полковник                 | 23.02.2004 | награждён посмертно, погиб 23.01.2004 |
| Герой Российской Федерации | Нефф, Виталий Витальевич         | командир танкового взвода 71-го гв. МСП                                                        | гвардии младший лейтенант | 01.10.2008 | награждён посмертно, погиб 10.08.2008 |
| Герой Российской Федерации | Михайлов, Максим Игоревич        | командир танковой роты                                                                         | гвардии старший лейтенант | 01.06.2023 | награждён посмертно, погиб 24.03.2023 |
| Герой Российской Федерации | Боков, Мустафа Курашевич         | Командир мотострелкового батальона 71-го мотострелкового полка                                 | гвардии подполковник      | ??.??.2023 | награждён посмертно, погиб 15.05.2023 |
| Герой Российской Федерации | Груздев, Евгений Петрович        | командир мотострелковой роты 70-го мотострелкового полка                                       | гвардии старший лейтенант | 23.09.2023 | награждён посмертно, погиб 27.07.2023 |
| Герой Российской Федерации | Федяев, Иван Андреевич           | механик-водитель БМП 70-го мотострелкового полка                                               | гвардии рядовой           | 09.10.2023 | награждён посмертно, погиб 13.06.2023 |
| Герой Российской Федерации | Хонахбеев, Сергей Валериевич     | заместитель командира БМП – наводчик 70-го гвардейского мотострелкового полка                  | гвардии рядовой           | 09.10.2023 | награждён посмертно, погиб 25.08.2023 |
| Герой Российской Федерации | Клещерёв, Иван Юрьевич           | командир 70-го гвардейского мотострелкового полка                                              | гвардии полковник         | 03.11.2023 |                                       |
| Герой Российской Федерации | Мизерный, Юрий Сергеевич         | оператор беспилотного летательного аппарата                                                    | гвардии сержант           | ??.??.2023 |                                       |
| Герой Российской Федерации | Абуталимов, Темирлан Умарович    | командир мотострелковой роты 70-го гвардейского мотострелкового полка                          | гвардии лейтенант         | 08.11.2023 |                                       |
| Герой Российской Федерации | Дебелый, Роман Александрович     | командир батальона 70 гвардейского мотострелкового полка 42 гвардейской мотострелковой дивизии | гвардии капитан           | ??.??.2023 |                                       |
| Герой Российской Федерации | Абаев, Юрий Маирбекович          | заместитель командира 70-го гвардейского мотострелкового полка                                 | гвардии подполковник      | 22.01.2024 |                                       |
| Герой Российской Федерации | Аргамаков, Амыр Сергеевич        | начальник штаба мотострелкового батальона 71-го гвардейского мотострелкового полка             | гвардии майор             | ??.01.2024 |                                       |